# Amphibisches Angriffsschiff

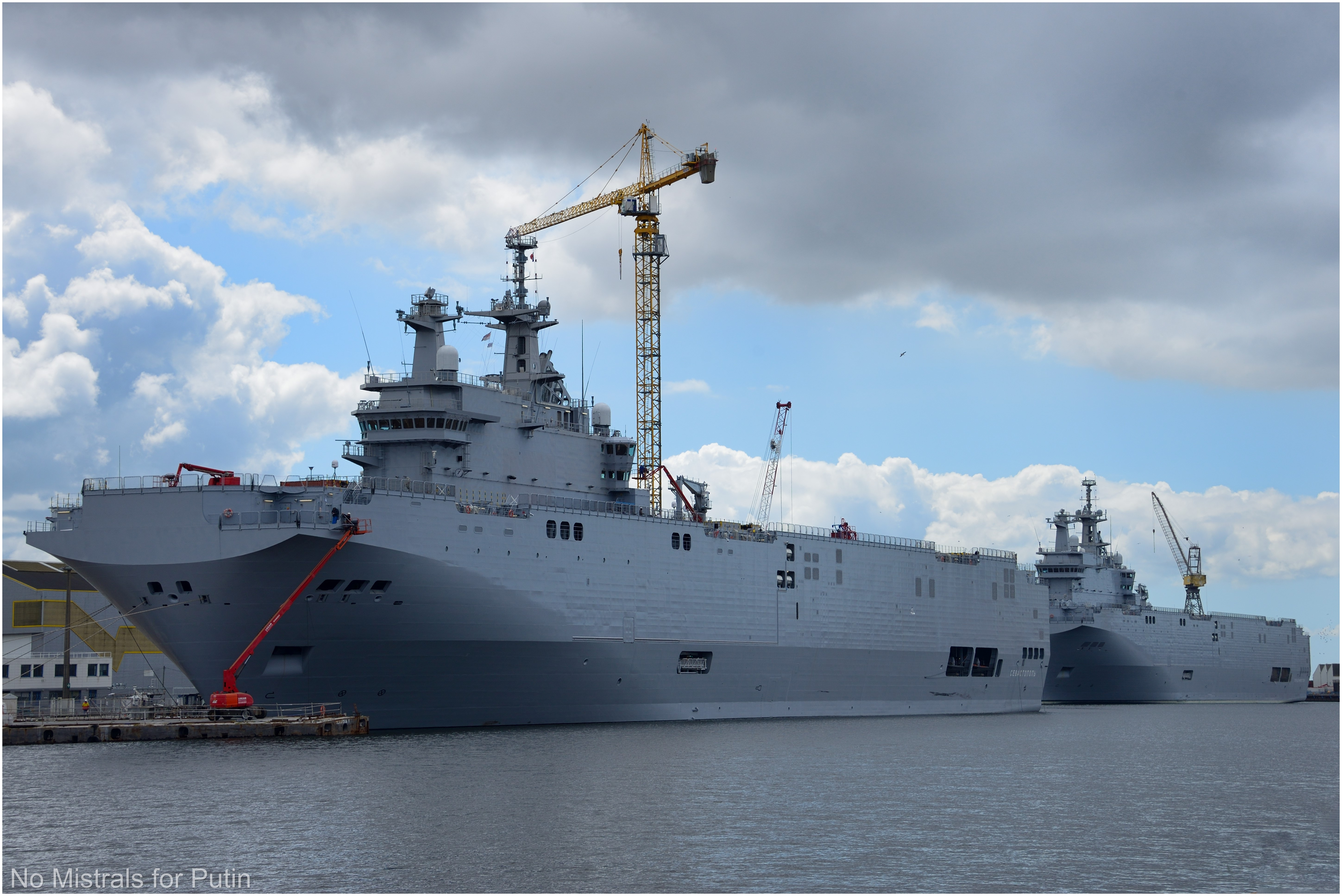
Mistral-Klasse

Ein amphibisches Angriffsschiff (englisch Amphibious Assault Ship) ist in der Nomenklatur der United States Navy das größte Schiff, das speziell für amphibische Kriegsführung geplant ist. Die Bezeichnung amphibisches Angriffsschiff ist eine irreführende Übersetzung aus dem Englischen, da das Schiff selbst nicht amphibisch –  also an Land und Wasser einsetzbar –, sondern lediglich ein Träger für amphibische Fahrzeuge ist. Die sinngemäße Übersetzung wäre daher Schiff für amphibische Angriffe.

## Geschichte und Beschreibung

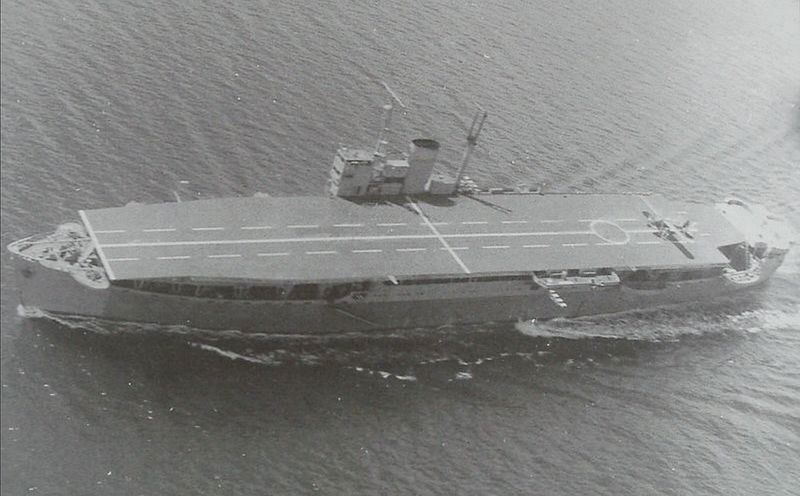
Der japanische Landungsboottender Akitsu Maru (auch als Geleitflugzeugträger bezeichnet), im Jahr 1944.

Als erste Amphibische Angriffsschiffe werden z. T. die Landungsboottender (z. B. Shinshū Maru und Akitsu Maru) des Kaiserlich Japanischen Heeres bezeichnet, die bereits in den 1930ern bzw. 40ern die Eigenschaften des später so bezeichneten Schiffstypes in sich vereinten.
Die ersten dezidiert amphibischen Angriffsschiffe waren in den 1960er Jahren die Einheiten der Iwo-Jima-Klasse; 15 Jahre später folgten die der Tarawa-Klasse. Ende der 1980er Jahre wurden die ersten Einheiten der Wasp-Klasse in Dienst gestellt. Momentan wird mit der America-Klasse ein Nachfolger für die Tarawa-Klasse gebaut. Die Royal Navy betrieb mit der Ocean ebenfalls ein amphibisches Angriffsschiff. Die spanische Marine baute die Juan Carlos I und durch eine spanisch-türkische Kooperation wird in der Türkei unter Lizenz eine baugleiche Version (Anadolu) für die türkische Marine gebaut. Die Marine Nationale besitzt insgesamt drei Schiffe der Mistral-Klasse. Das größte Amphibische Angriffsschiff der Welt, das als Typenschiff einer neuen Klasse (Typ 076) mutmaßlich für den Angriff auf Taiwan konzipiert ist, ließ die Volksrepublik China zum Jahresende 2024 im Hafen von Shanghai vom Stapel: Die mit einem neuartigen Katapult ausgerüstete Sichuan soll eine „Schlüsselrolle für den Umbau der Marine der Volksrepublik China und die Verbesserung ihrer Kampffähigkeit“ spielen.

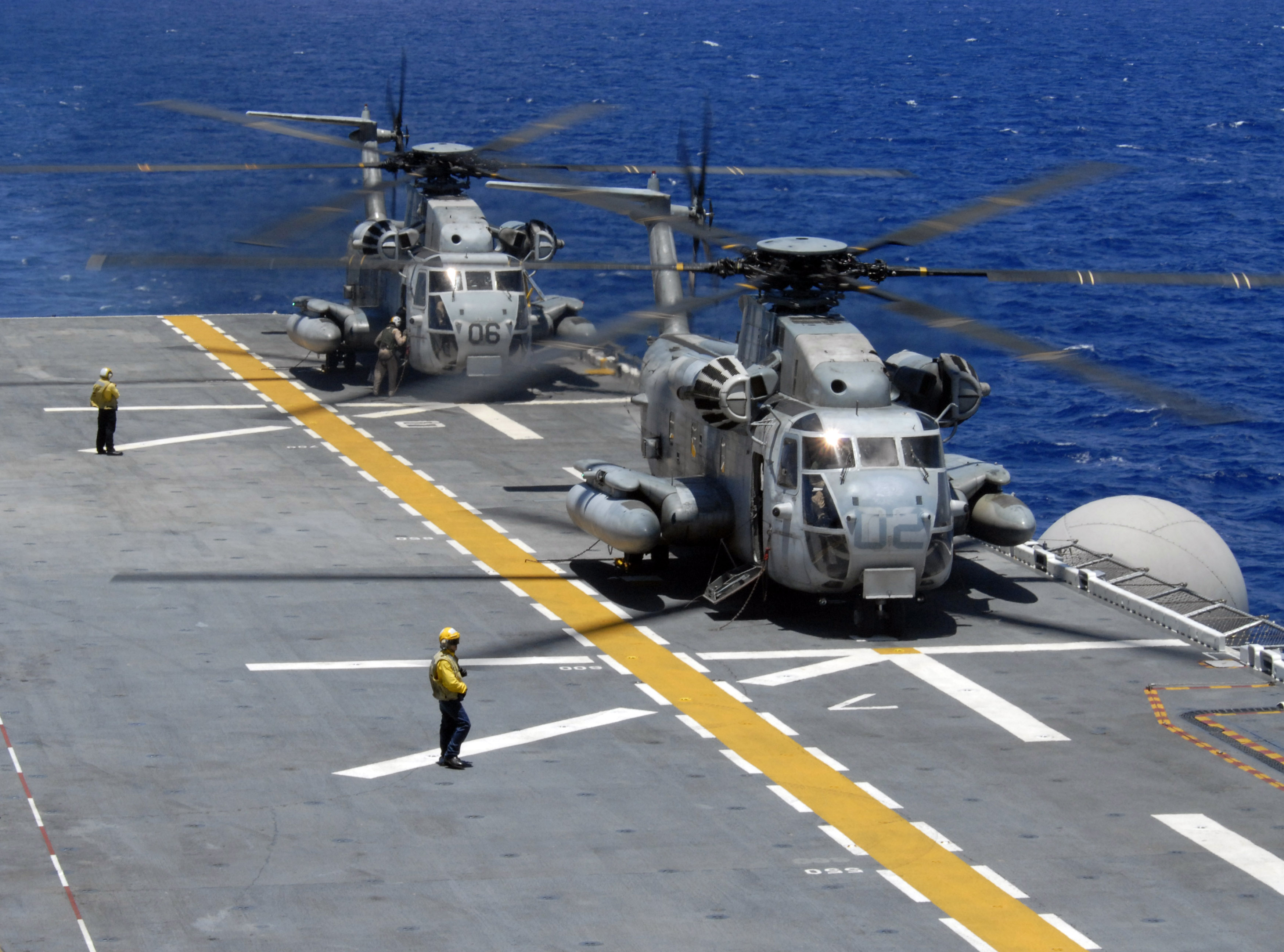
Hubschrauber auf dem Flugdeck

Die Schiffe ähneln von außen kleinen Flugzeugträgern; tatsächlich sind sie größer als etwa die Träger der britischen Invincible-Klasse. Jedoch starten vom Flugdeck eines amphibischen Angriffsschiffes überwiegend Hubschrauber und andere Senkrechtstarter, weshalb sich auch die Bezeichnung „Hubschrauberträger“ durchgesetzt hat. Die US Navy verwendet mehrere Kennungen, nämlich Landing Platform, Helicopter (LPH, Iwo-Jima-Klasse), Landing Helicopter Assault (LHA, Tarawa- und America-Klasse) sowie Landing Helicopter Dock (LHD, Wasp-Klasse). Andere Marinen haben diese Kennungen zum Teil übernommen.

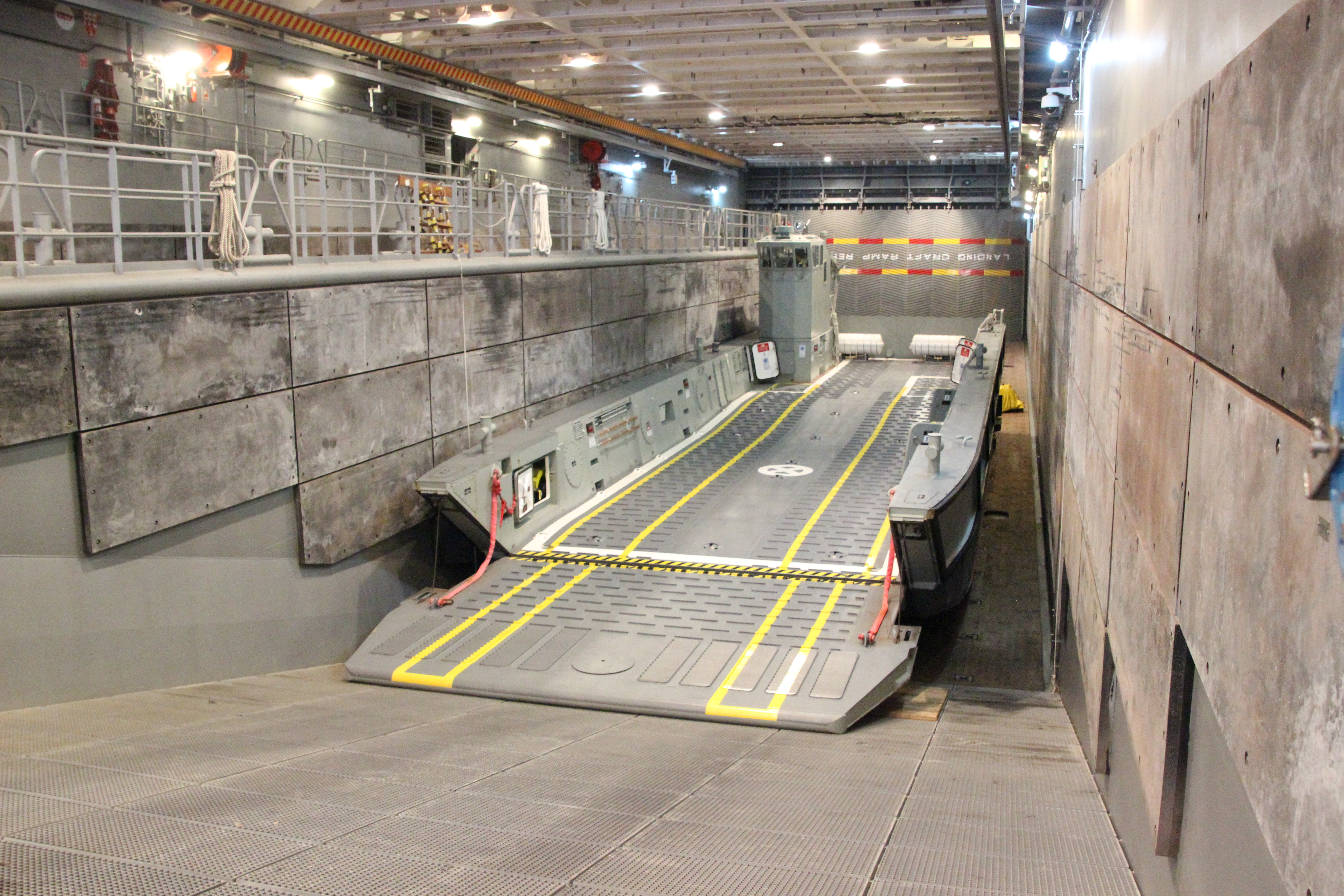
LCU im Welldock

Der größte Unterschied zu konventionellen Flugzeugträgern ist ein sogenanntes Welldeck, in dem mehrere Landungsboote untergebracht werden. So können amphibische Angriffsschiffe ein Landungsunternehmen sowohl zu Wasser als auch in der Luft durchführen. Die Helikopter und Senkrechtstarter können außerdem Luftnahunterstützung fliegen. In der von der US Navy verwendeten Kennung steht dabei das D für das Vorhandensein eines solchen Welldecks. Die als LPH klassifizierte Iwo-Jima-Klasse verfügte noch nicht darüber, ebenso wenig die beiden Schiffe des Bauloses Flight 0 der America-Klasse. Die als LHA klassifizierte Tarawa-Klasse verfügte dagegen über ein Welldeck, ebenso sollen die zukünftigen Einheiten der America-Klasse Flight 1 eines erhalten.
Bei der US Navy arbeiten amphibische Angriffsschiffe normalerweise mit Docklandungsschiffen (LSD, für landing ship, dock) und amphibischen Transportdocks (auch Landing Transport Dock, kurz LPD genannt) zusammen und bilden so eine Amphibious Ready Group (kurz ARG) der US Navy. Eine ARG kann gemeinsam mit weiteren Schiffen, U-Booten und Flugzeugen eine Expeditionary Strike Group bilden.

## Klassen und Einzelschiffe

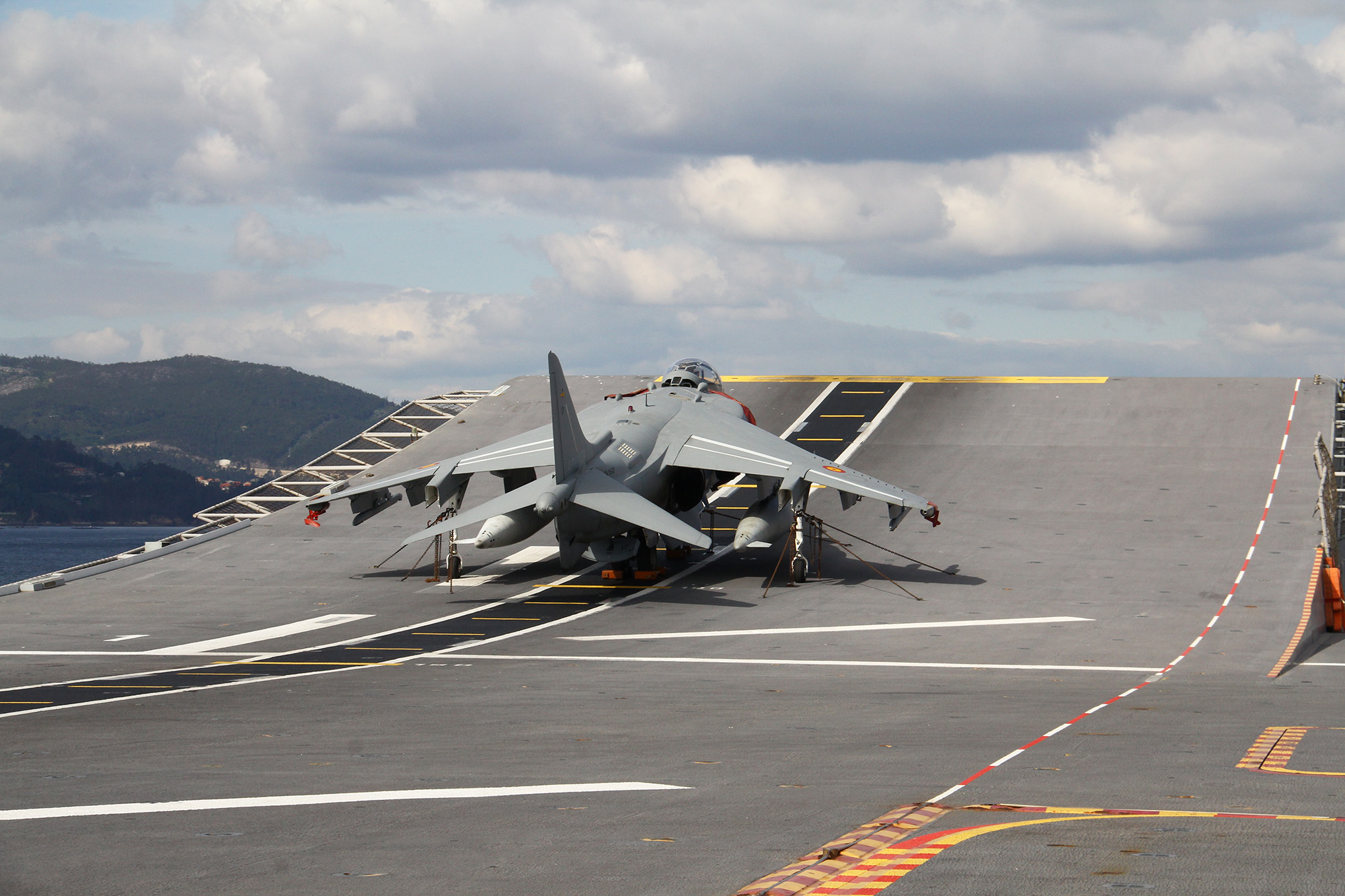
Auf dem Flugdeck gibt es eine Sprungschanze zum Abheben des Senkrechtstarter.

### Im Dienst befindliche
- Wasp-Klasse (United States Navy)
- Mistral-Klasse (Marine Nationale)
- Dokdo-Klasse (Südkoreanische Marine)
- Juan Carlos I (Armada Española)
- America-Klasse (United States Navy)
- Canberra-Klasse (Royal Australian Navy)
- Atlantico (Marinha do Brasil), ehemals HMS Ocean (Royal Navy)
- Typ 075 (Marine der Volksrepublik China)
- Anadolu (Türkische Marine)
- Trieste (Marina Militare)

### Zukünftige
- Sichuan (Typ 076) (Marine der Volksrepublik China)
- Projekt 23900 (Russische Seekriegsflotte)

### Außer Dienst gestellte
- Iwo-Jima-Klasse (United States Navy)
- Tarawa-Klasse (United States Navy)